# Brooklyn (Ohio)
Brooklyn ist eine City im Cuyahoga County im US-Bundesstaat Ohio. Das U.S. Census Bureau ermittelte bei der Volkszählung 2020 eine Einwohnerzahl von 11.359.
Brooklyn grenzt unmittelbar südwestlich an Cleveland und ist 4,3 Quadratmeilen (11,1 km²) groß.
Das Stadtgebiet liegt etwa 9,1 Kilometer südwestlich des Stadtzentrums von Cleveland und erstreckt sich in Ost-West-Richtung in etwa zwischen der 65th und der 117th Street. Dabei ragt das Gebiet von Süden her wie ein Keil nach Cleveland hinein. Denn während im Süden Parma liegt, grenzt auf den drei anderen Seiten Cleveland an.
Das heutige Brooklyn ist der südwestlichste Zipfel des gleichnamigen Townships, der wiederum auf die Zeit der Landvermessung innerhalb der damaligen Connecticut Western Reserve Anfang des 19. Jahrhunderts zurückgeht. Dieses Gebiet reichte vom heutigen Brooklyn aus nach Norden hin bis zum Eriesee, nach Osten bis hinunter an den Cuyahoga River, und die nordöstliche Ecke lag genau gegenüber der heutigen Innenstadt von Cleveland. Durch Eingemeindungen vor allem nach Cleveland schrumpfte dieses Gebiet bis Anfang des 20. Jahrhunderts auf seine heutige Größe.
Die Bebauung ist dreigeteilt. Während im Osten und in der Mitte ausgedehnte Wohngebiete der (unteren) Mittelschicht liegen, erstrecken sich am südlichen Stadtrand entlang der Interstate 480 Gewerbegebiete mit Fachmärkten und Logistikunternehmen. Am nordwestlichen Rand wiederum liegen entlang der Eisenbahn zahlreiche Industriebetriebe, vor allem aus dem Bereich Metallverarbeitung. Ferner nennenswert sind Unternehmen aus der Druckereibranche (The Plain Dealer sowie American Greetings). Von großer Bedeutung für die Lebensqualität in der Stadt ist der große Memorial Park in der Stadtmitte sowie das Naturschutzgebiet um den Big Creek, der das Stadtgebiet nach Osten hin entwässert.
Unmittelbar östlich der Stadt liegt der gleichnamige Clevelander Stadtteil Brooklyn, zur besseren Unterscheidung auch Old Brooklyn genannt. Dieser ist für seine Musikszene und die vielen Lokale entlang der Memphis Avenue bekannt. Die Brooklyn High School markiert einen Meilenstein in der Karriere von Elvis Presley, der am 20. Oktober 1955 hier sein erstes Konzert in den nördlichen Vereinigten Staaten gab. Es war das erste Konzert von Elvis, von dem es Filmaufnahmen gibt. Elvis war damals noch nicht Headliner des Konzerts, sondern trat nach Bill Haley & His Comets, The Four Lads und Pat Boone auf.

## Weblink
- BROOKLYN. In: Encyclopedia of Cleveland History. Case Western Reserve University, 8. Juni 2003, abgerufen am 13. Mai 2013.